# اسید راک
اسید راک (به انگلیسی: Acid Rock) نوعی از سایکدلیک راک است که از مشخصه‌های آن تک‌نوازیهای بلند و بداهه‌نوازی است، همچنین استفاده از شعر در آن کم است یا فاقد شعر است.
تام وولف، موسیقی متاثر از ال‌اس‌دی گروه‌هایی مانند جیمی هندریکس اکسپرینس، دورز، پینک فلوید، دیپ پرپل،آیرن باترفلای، بیگ برادرز اند هولدینگ کمپانی، کریم،جفرسن ایرپلین،بلو چیر، کوئیک‌سیلور مسنجر سرویس، گرت سوسایتی، را به عنوان اسید راک توصیف می‌کند.
اسید راک همچنین به آن دسته گروه‌های سایکدلیک راک اشاره دارد که بخشی از صدای سانفرانسیسکو بودند یا بر روی آن تاثیر گذاشتند.

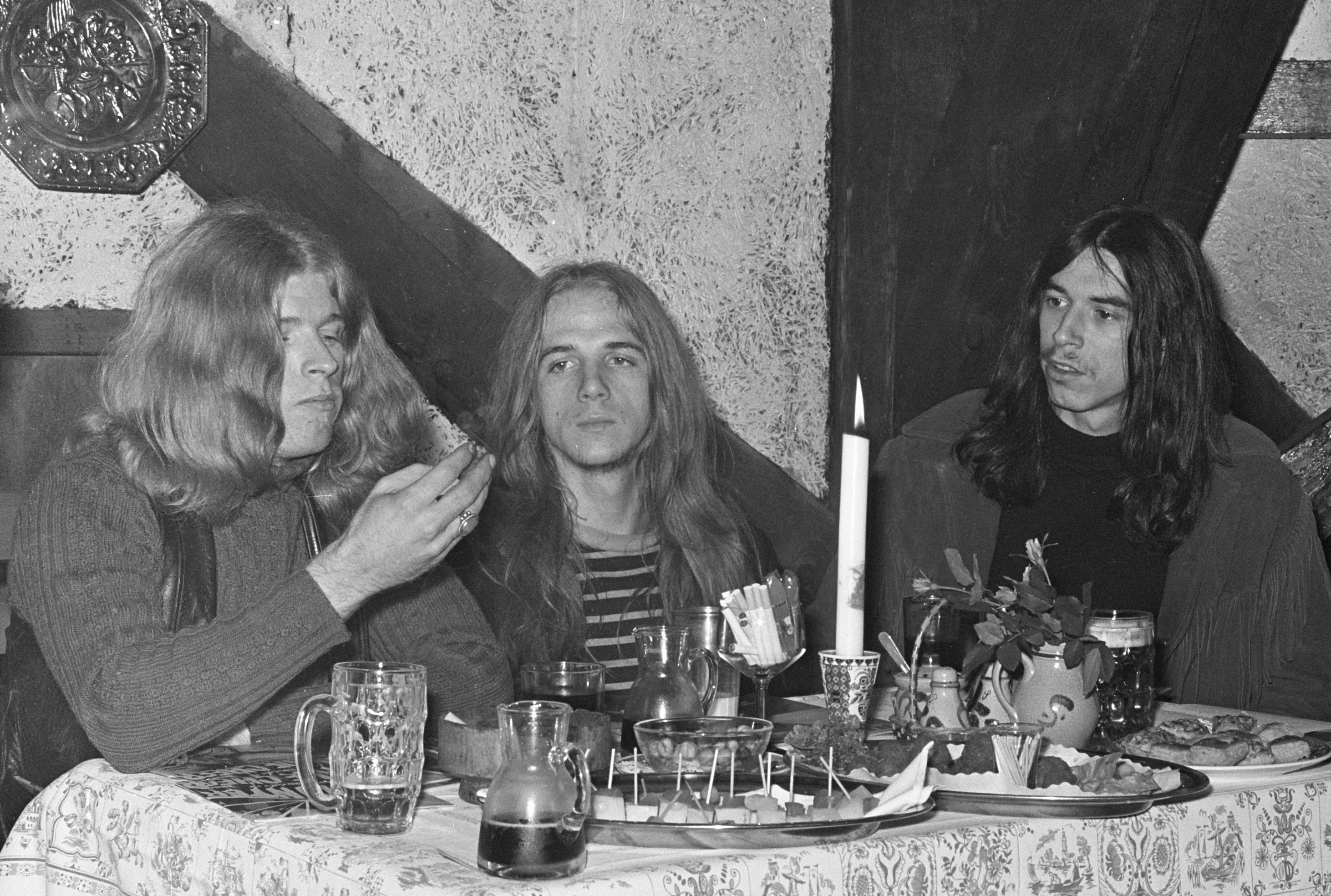
گروه بلو چیر در سال ۱۹۶۸، یکی از گروه‌های اسید راک که از آن به عنوان نخستین گروه‌های هوی‌متال هم نام می‌برند